# 5505 Rundetaarn
5505 Rundetaarn eller 1986 VD1 är en asteroid i huvudbältet, som upptäcktes 6 november 1986 av den danska astronomen Poul Jensen vid Brorfelde-observatoriet. Den är uppkallad efter Rundetårn i Köpenhamn.
Den har den diameter på ungefär 22 kilometer.